# Rajna-vidék-Pfalz

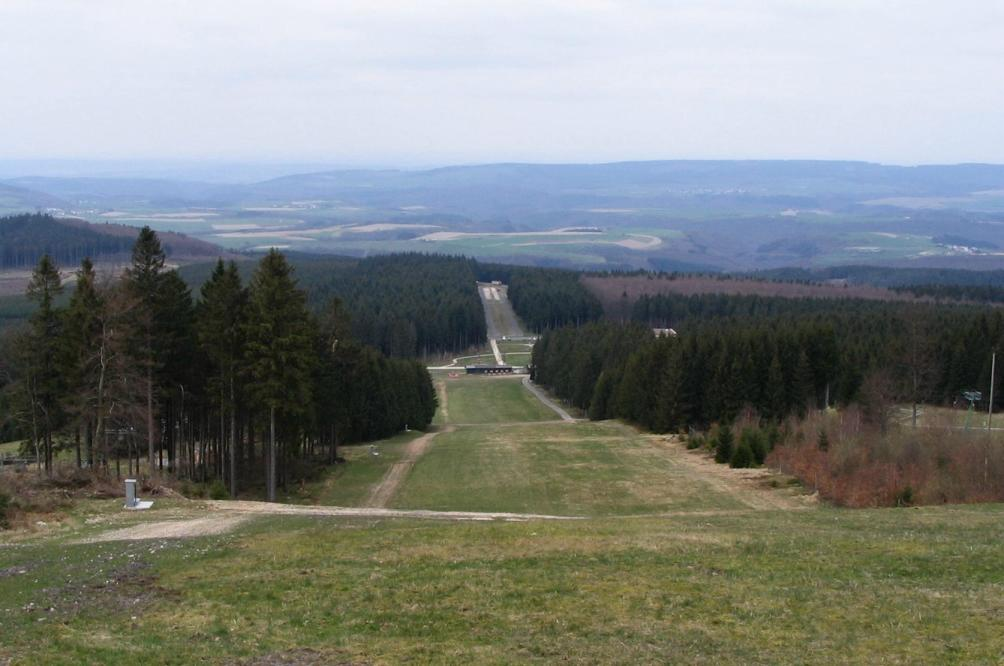
Erbeskopf

Rajna-vidék-Pfalz (németül: Rheinland-Pfalz, pfalzi nyelven Rhoilond-Palz) Németország szövetségi tartománya az ország délnyugati részén Mainz tartományi székhellyel. A szövetségi tartományt a második világháború után 1946. augusztus 30-án hozták létre nagyrészt az egykori porosz Rajna-vidék déli részéből (Koblenz és Trier központokkal), illetve Rheinhessen területéből és Rajnai Palotagrófságnak (a Kurpfalznak) a Rajna jobb partján lévő területeiből. Rajna-vidék-Pfalz nevére RLP, RPF, illetve RP rövidítésekkel is hivatkozhatunk (az utóbbit könnyen össze lehet keverni az RP autójelzéssel, ami Rajna–Pfalz kerületének a jelzése).
Rajna-vidék-Pfalz Észak-Rajna-Vesztfália, Hessen, Saar-vidék, Baden-Württemberg szövetségi tartományokkal, illetve Belgiummal, Franciaországgal és Luxemburggal határos.

## Földrajza

### Fekvése
Rajna-vidék-Pfalz északon magában foglalja a Rheinischen Schiefergebirge hegységtől kezdve az Eifel középhegység déli részét, a Hunsrück hegységet, a Westerwald középhegységet és a Taunus északi részét, valamint a Rajna-menti dombság déli részét, az Észak-Pfalzi hegyvidéket, a Landstuhler Bruchot, a Délnyugat-Pfalzi Fennsíkot, a Pfälzer Waldot és a Felső-Rajnai Alföld egy részét.
Németország legrégebbi városai közül Andernach, Boppard, Koblenz, Mainz, Speyer, Trier és Worms egyben Rajna-vidék-Pfalz legrégebbi városai is, és ezek közül Trier és Worms a szó szoros értelmében tényleg „a legrégebbi városok” Németországban. Ezek közül hivatalosan csak Wormsot jelölte a szövetségi kormányzat az 1994-ben alapított Most Ancient European Towns Network tagságára, ami Európa legidősebb városait fogja össze. Ennek az az alapja, hogy a kelta eredetű Borbetomagus már a római idők előtt egy városszerű település volt Worms környékén.

### Folyók és tavak
Rajna-vidék-Pfalz szövetségi tartományon folynak keresztül a Rajna, Mosel, Saar és Lahn folyók, amelyek szövetségi hajózási útvonalak is egyben. Ezeken túlmenően itt találhatók még a Nahe, Sauer, Our, Glan és Sieg folyók, amelyek I. rendű vízfolyások. Gazdasági jelentőségük miatt számontartunk még további kerek 720 km II. rendű vízfolyást is. Ezek a következők: Waldlauter, Wieslauter, Wiesbach, Otterbach, Erlenbach, Michelsbach, Pfrimm, Hahnenbach, Simmerbach, Guldenbach, Ellerbach, Ahr, Prüm, Enz, Nims, Schwarzbach, Hornbach, Kyll, Dhron, Lieser, Alf, Wied, Selz, Nister, Aar. A fennmaradó vízfolyások a III. rendűek. Rajna-vidék-Pfalz legnagyobb tava a Laacher See, amely egy egykori vulkán krátertava.

### Geológia
Jóllehet aktív vulkáni tevékenység nem tapasztalható a területen, azonban a korábbi vulkáni aktivitás nyomai megtalálhatóak a kőzetekben, különösen a Vulkaneifel területén, de a Pechsteinkopfnál is a Haardtgebirge hegységben. A Laacher See, Rajna-vidék-Pfalz legnagyobb tava is egy régi vulkán krátertava, és a mai napig szakértői viták tárgyát képezi, hogy a vulkán valóban véglegesen kialudt-e. A Vulkaneifel területén további krátermélyedések és szén-dioxidforrások is találhatóak. Ez utóbbiak az Andernach gejzír révén a világ legmagasabb hidegvíz-gejzírjét hozzák létre. A régió geológiáját és a múltbéli vulkanikus tevékenységet tanulmányozandó egy ún. vulkánparkot hoztak létre a területen egy 1990-ben elkezdett projekt keretében. Komolyabb károkat okozó földrengések nem fordulnak már elő a területen, jóllehet a Rheingraben és a Neuwieder Becken korlátozottan veszélyeztetett földrengésveszélyes zónaként van számontartva.

### Régiók
Rajna-vidék-Pfalz területe a következő régiókra osztható: északon Westerwald, nyugaton az Eifel hegység, a tartomány közepén a Hunsrück, keleten a Taunus és Rheinhessen hegységei, valamint délen Pfalz régiója. Ezek mellett a Neuwieder Becken, Rajna-vidék-Pfalz és a Rajna–Neckar-szög sűrűn lakott vidékek, és a két utóbbi a szomszédos szövetségi tartományokkal szoros kapcsolatban van.